# Ernst Günter Herrmann

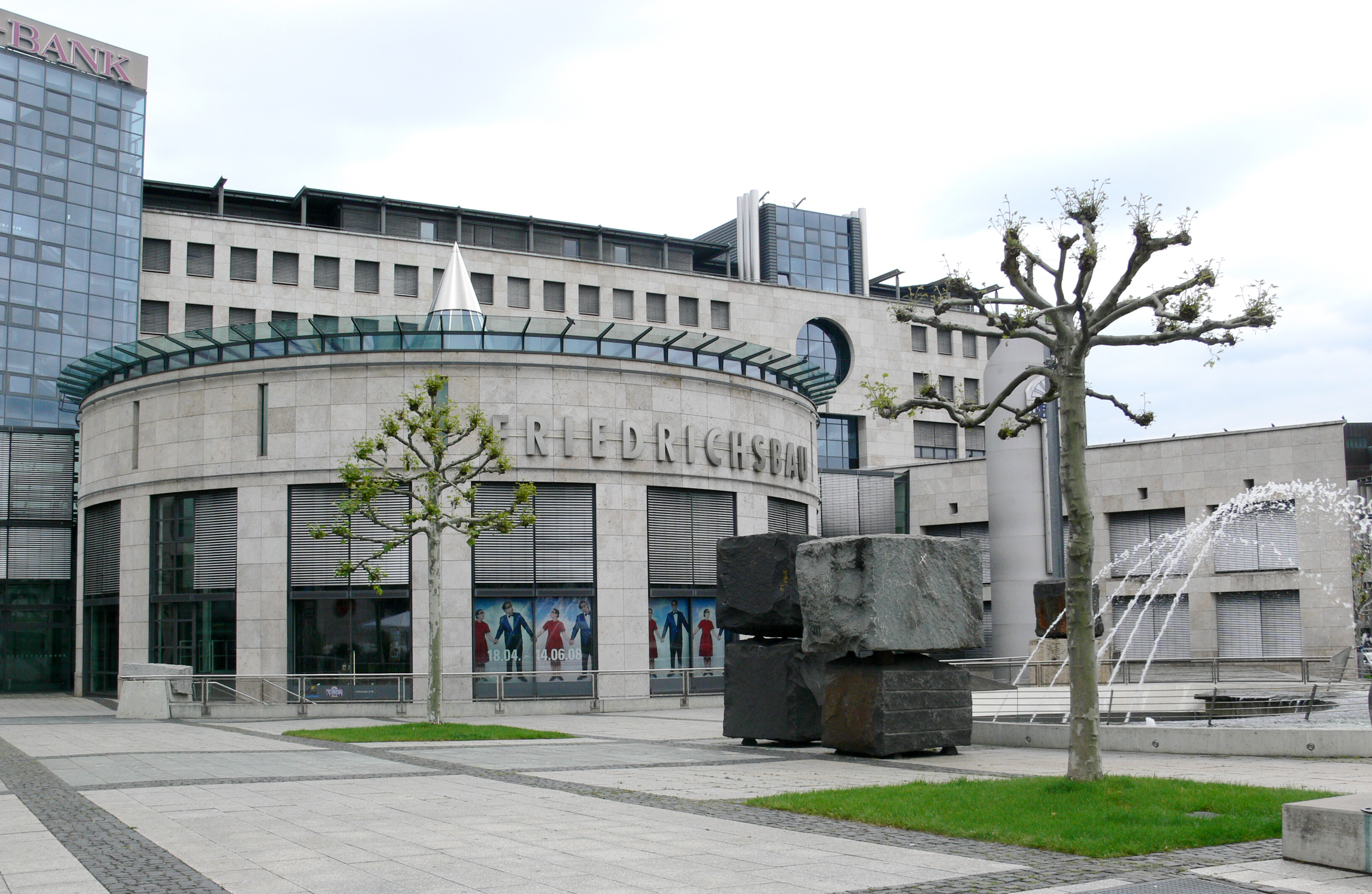
Wasserspiel und Skulptur vor dem Friedrichsbau in Stuttgart

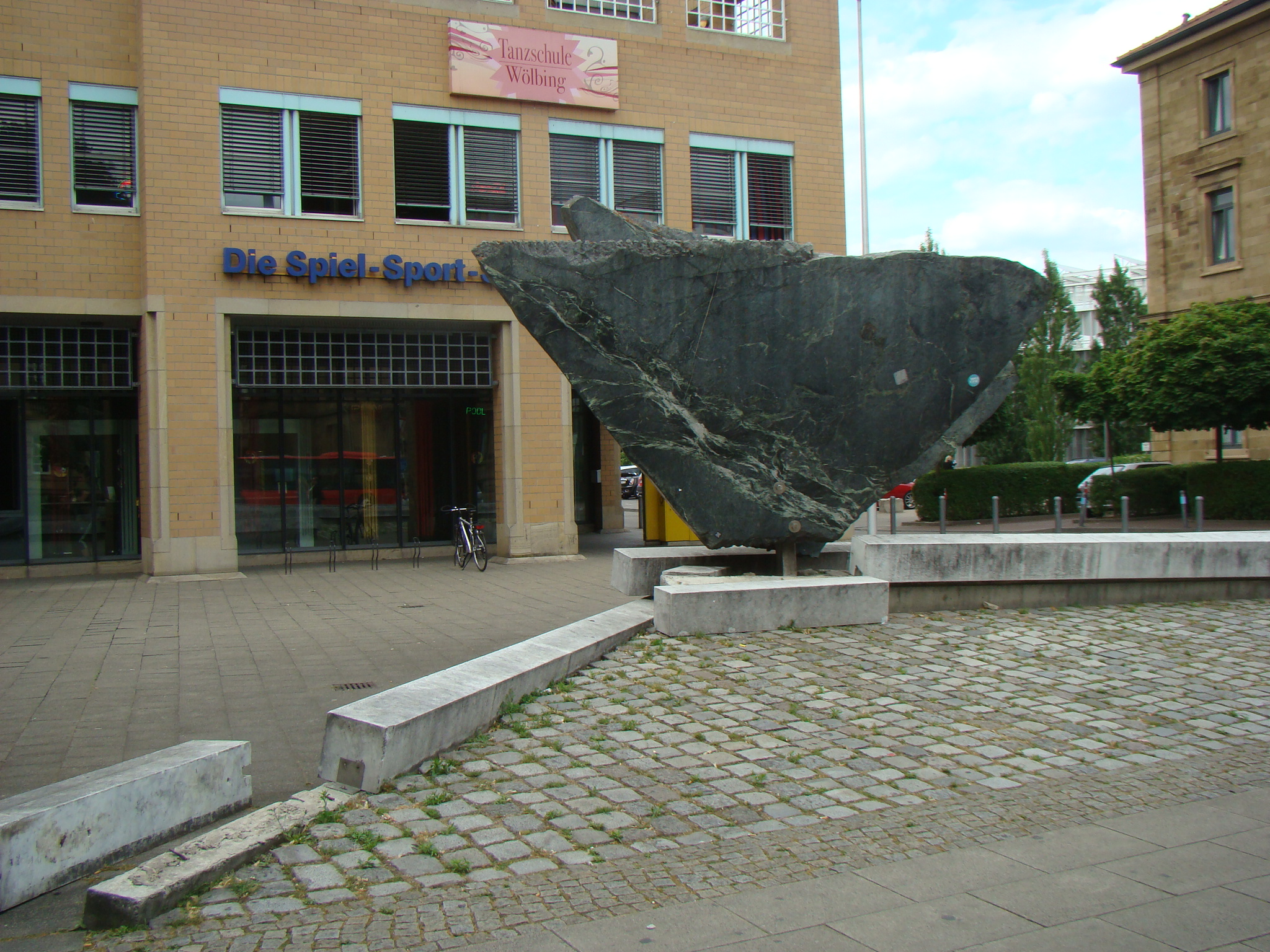
Skulptur Postsache vor der Neuen Hauptpost in Heilbronn

Ernst Günter Herrmann (* 1941 in Erfurt) ist ein deutscher Bildhauer und Landschaftsarchitekt.

## Leben und Werk
Herrmann studierte von 1961 bis 1968 Architektur in Berlin und London. Seine Ausbildung schloss er 1969 an der Universität Stuttgart ab. Von 1969 bis 1974 war er Dozent an der Universität Berkeley in Kalifornien. 1974 kehrte er nach Europa zurück und arbeitete freiberuflich bis 1978 als Künstler in der Provence in Frankreich.
Seit 1979 ist er als Bildhauer und Architekt in Ostfildern bei Stuttgart tätig. Er arbeitet vornehmlich als Gestalter von öffentlichen Plätzen, Gartenanlagen, Wasserspielen und Skulpturen und von 1995 an als freier Landschaftsarchitekt. Seit 2010 ist er als Künstler tätig in Lacoste (Südfrankreich) im Bereich minimalistische Raumskulptur aus Edelstahl. Er war auf zahlreichen Ausstellungen vornehmlich in Frankreich vertreten.

## Werke im öffentlichen Bereich (Auswahl)
- 1978: Landschaftsskulptur am Donauufer in Ulm
- 1982: Skulptur/Relief vor der Deutschen Botschaft in Buenos Aires in Argentinien
- 1983: Skulptur, - Stadthalle in Korntal-Münchingen
- 1984: Bachlauf - Grüne Stadtmitte in Leonberg in Baden-Württemberg
- 1988: 2-geschossige Wasserskulptur, - Stadtmitte (Rathaus) in Wendlingen
- 1989: Brunnen - Marktplatz in Schwieberdingen
- 1989: Platzgestaltung und Wasserskulptur - Forum am Schlosspark in Ludwigsburg
- 1989: Bulacher Wasserkaskade[1] - Kaskade am Tunnel der Albanlage in Karlsruhe
- 1990: Brunnen[2] - Wasserspiel auf dem Leopoldsplatz in Baden-Baden
- 1990: Postsache, - Bahnhofstraße in Heilbronn
- 1990/91: Ohne Titel, - Konrad-Adenauer-Straße in Tübingen
- 1991: Anlage für Bären und Klettertiere, - Zoologischer Garten Stuttgart
- 1991: Springbrunnen[3] - Wasserspiel und Skulptur auf dem Kirchplatz in Blaubeuren
- 1993: Ohne Titel - Skulptur, Wasserspiel und Platzgestaltung vor dem Friedrichsbau am Börsenplatz in Stuttgart
- 1993: Skulpturenlandschaft,[4] Niederlassung: Sammlung Würth-Portugal in Lissabon
- 1999: Spielgarten - vor der Mercedes-Benz Group in Stuttgart-Möhringen
- 1999: Wasserskulptur - Altes Rathaus in Ostfildern-Scharnhausen
- 2001: Seniorengarten - Gartenanlage in Weinstadt
- 2009: Vier Säulen im Kreisverkehr - in Schwaikheim

## Fotos (Auswahl)

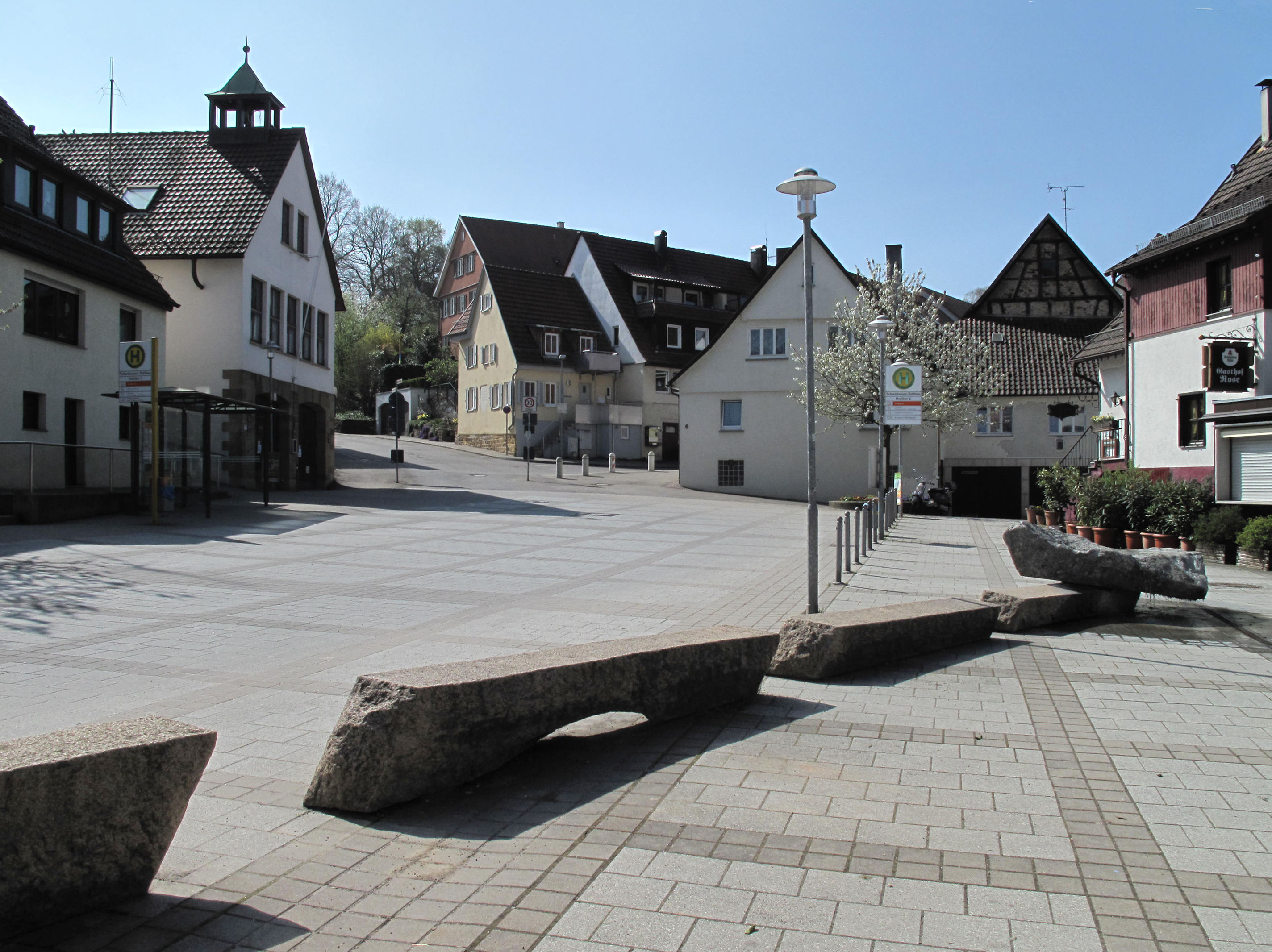
Wasserskulptur (1999) Scharnhausen
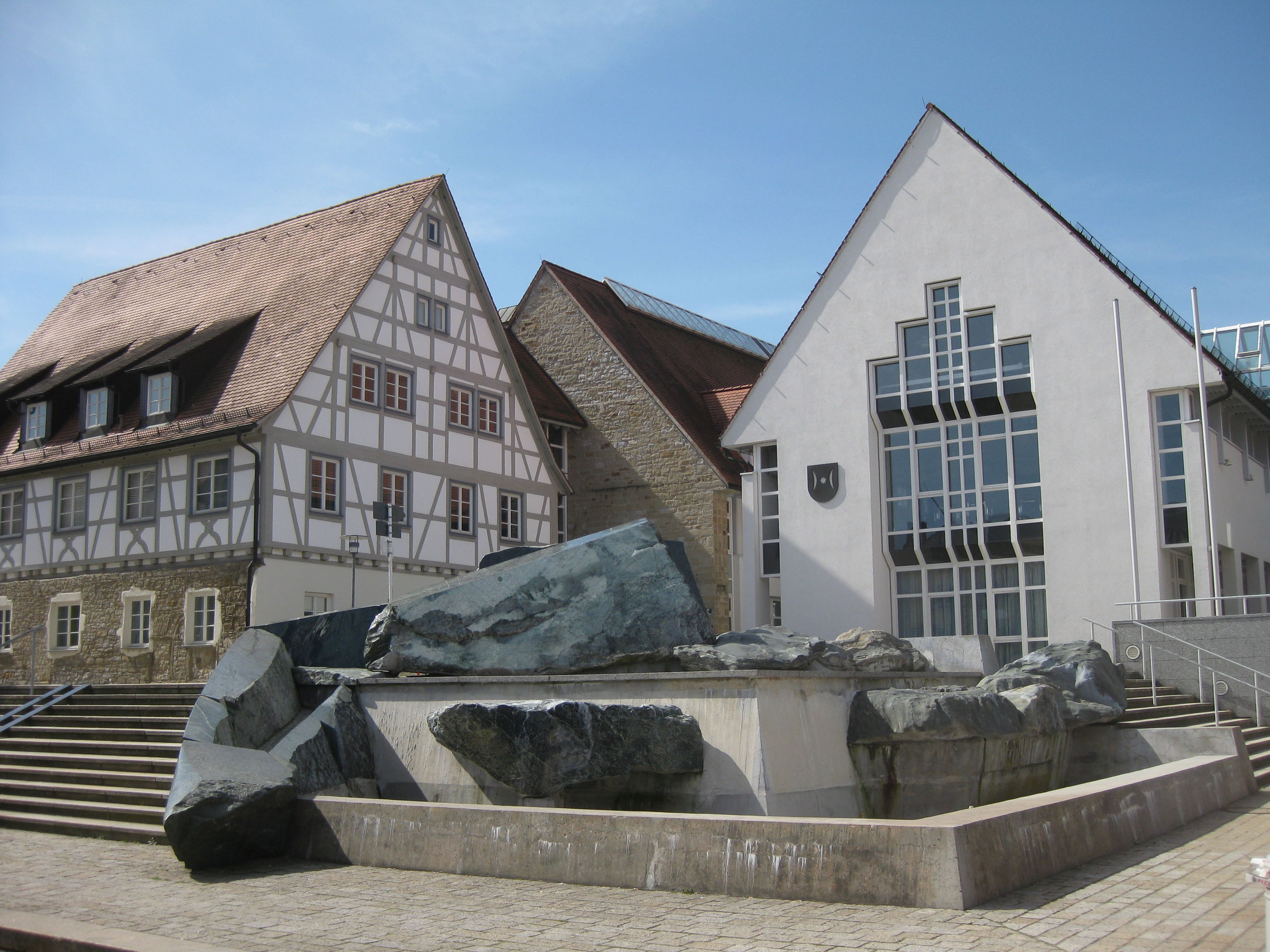
Brunnen (1989) Schwieberdingen
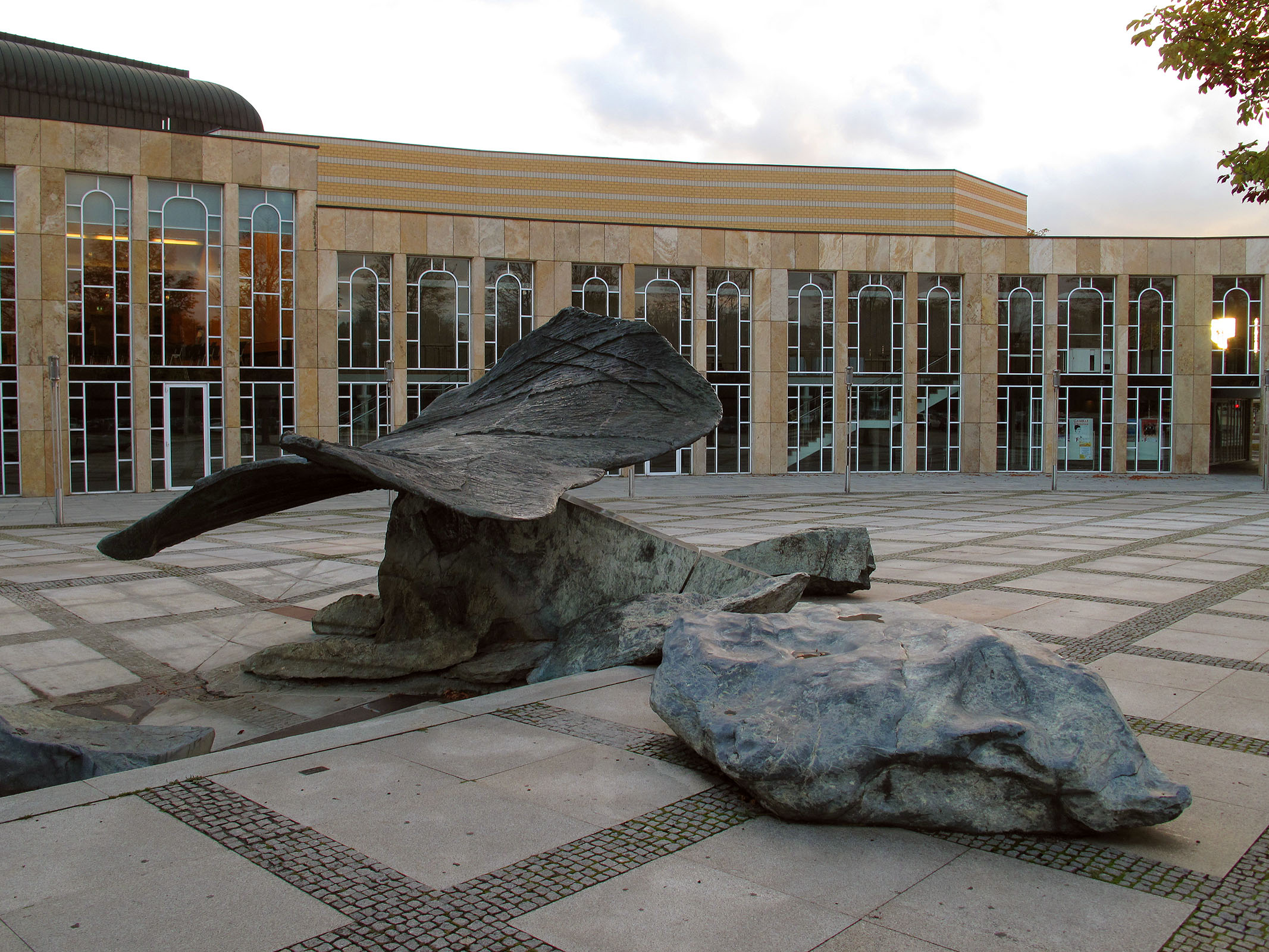
Platzgestaltung und Wasserskulptur (1989) Ludwigsburg
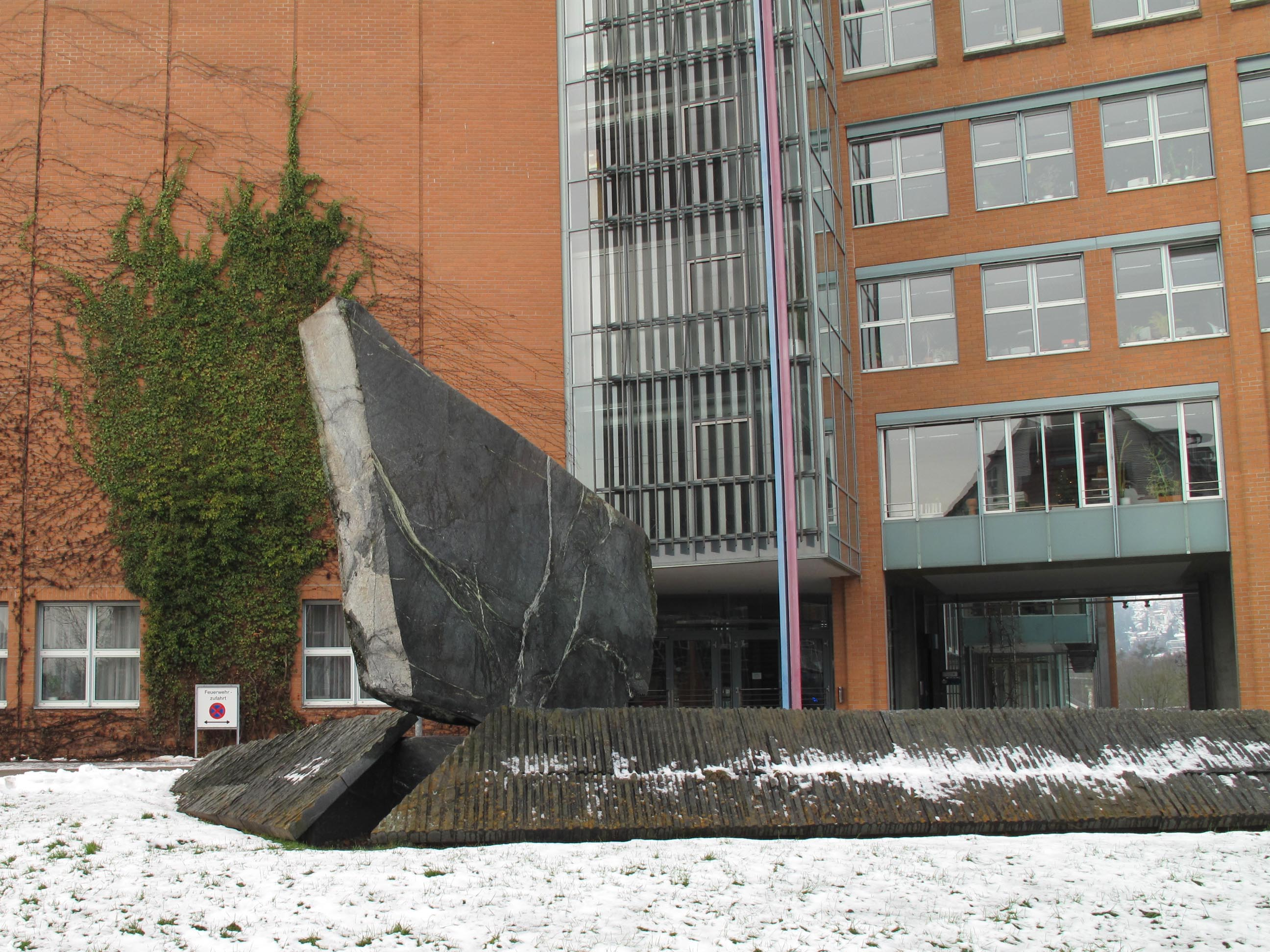
Ohne Titel (1990/91) Tübingen
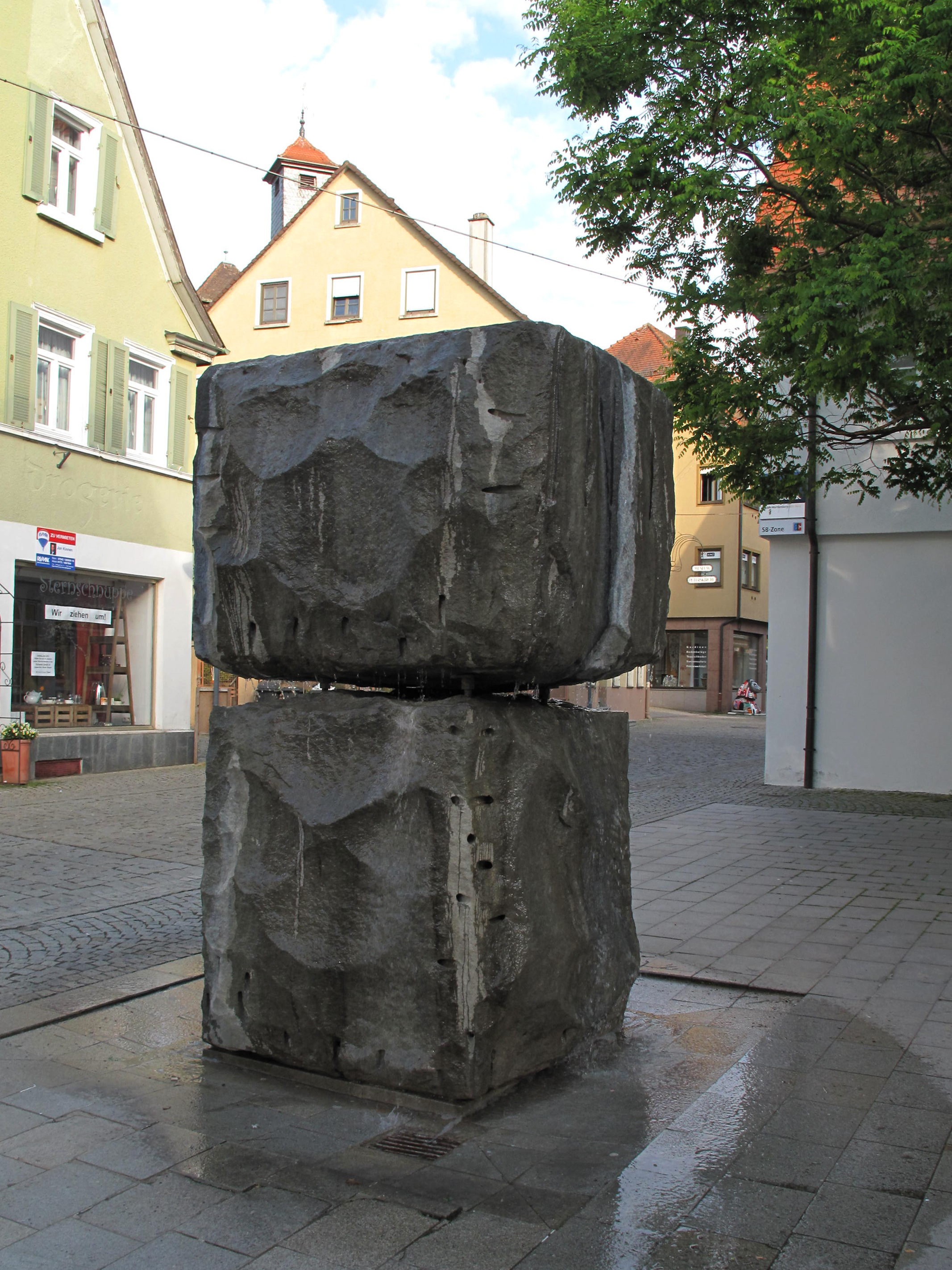
Bürgerbrunnen (1993) Vaihingen an der Enz
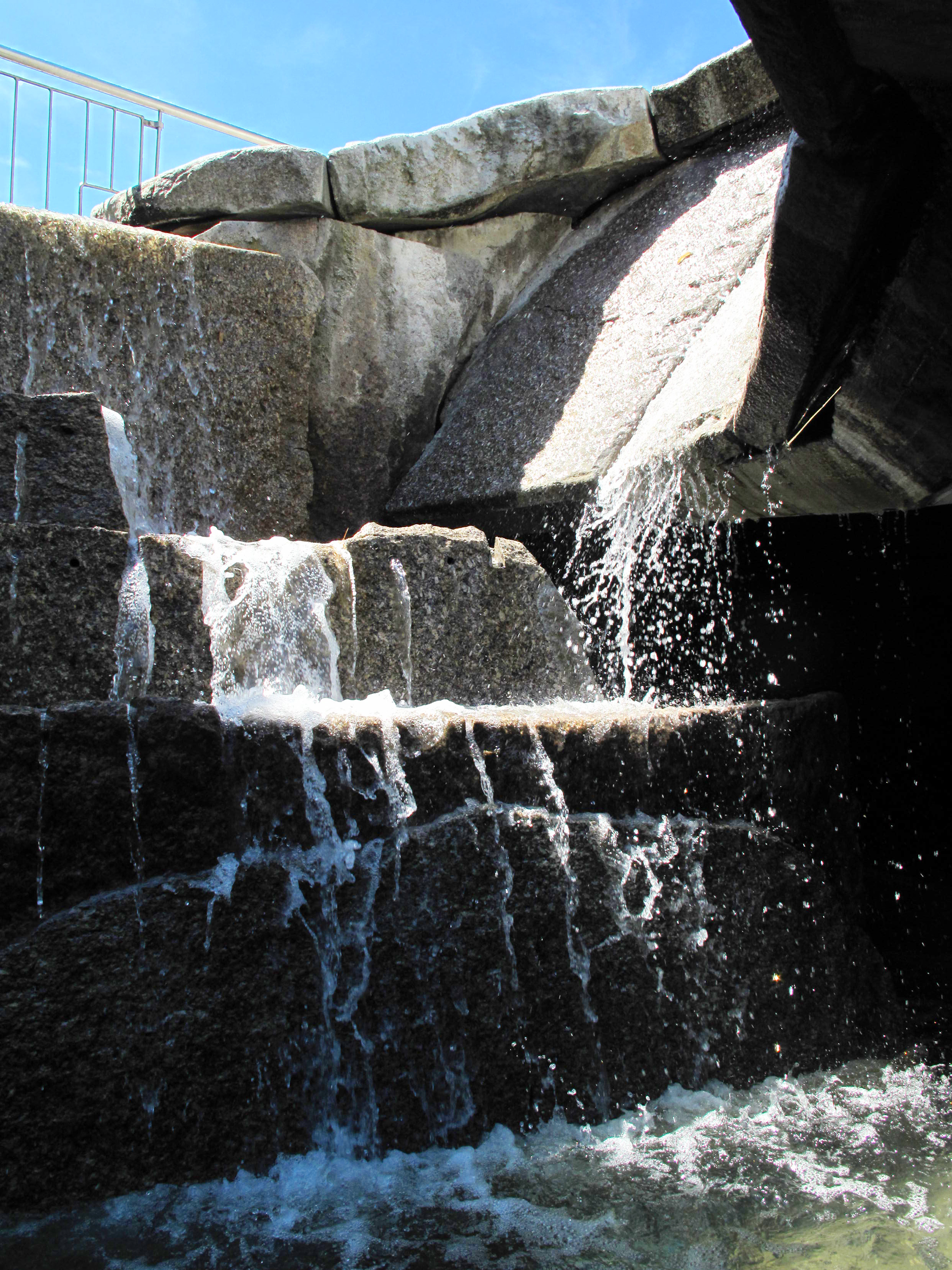
Wasserskulptur (1988) Wendlingen
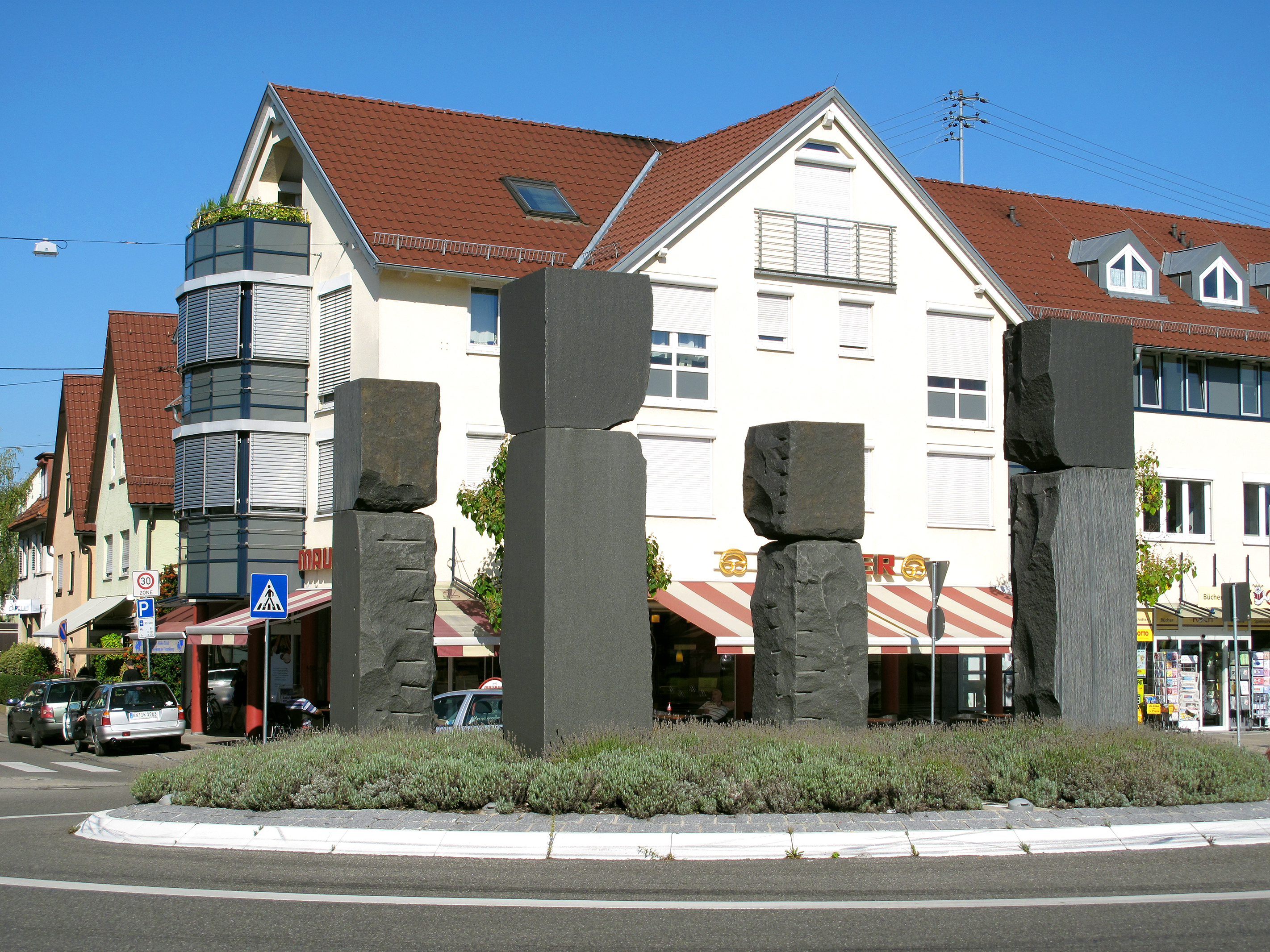
4 Säulen im Kreisverkehr (2009) Schwaikheim